# Preußens Gloria
Preußens Gloria («Слава Пруссії») — найпопулярніший з маршів Йоганна Піфке й один з найвідоміших німецьких військових маршів.

## Історія
Твір було написано 1871 року наприкінці франко-прусської війни на честь перемоги Пруссії та об'єднання Німеччини. Марш було вперше виконано в Франкфурт-на-Одері під час урочистого параду Лейб-гренадерного «короля Фрідріха Вільгельма III» полку що повернувся з фронту. Саме у цій частині на той час був капельмейстером Піфке.
Довгий час «Preußens Gloria» залишався виключно гарнізонним маршем, ноти вперше було опубліковано в пресі лише в 1898 році. Широку відомість композиція отримала після її аранжування у 1909-му Теодором Гравертом. Він же включив «PG» до офіційної збірки німецьких армійських маршів (AM II, 240). За часів грос-адмірала Генріха Пруського твір став надзвичайно популярним на флоті й вважався маршем ІВМС, лунав на різних аренах військових дій під час Першої світової війни.
Остаточно чільне місце серед провідних германських маршів «Preußens Gloria» посів після відновлення військової могутності Німеччини за часів Третього Рейху. Ця композиція з яскраво вираженою стройовою основною та проміжною урочисто-фанфарною частинами постійно супроводжувала нацистські паради та марші.
На початок XXI ст.,«Слава Пруссії», ймовірно, найпопулярніший традиційний військовий марш Бундесверу. За понад століття твір отримав кілька аранжувань — для військово-парадного, оркестрового, церемоніального виконання тощо. Він часто виконується на громадських заходах, особливо під час державних візитів, та серед іншого, є офіційним маршем Навчального центру Люфтваффе.